# Elmar Steinbacher
Elmar Steinbacher (* 31. Dezember 1966 in Göppingen) ist ein deutscher Jurist und politischer Beamter (CDU). Er ist seit 2016 als Ministerialdirektor der Amtschef im Ministerium der Justiz und für Europa bzw. Migration Baden-Württemberg.

## Leben

### Ausbildung und Laufbahn
Steinbacher studierte Rechtswissenschaften in Tübingen und absolvierte das juristische Referendariat in Ulm. Er trat im Jahr 1995 in den Justizdienst des Landes Baden-Württemberg ein und war zunächst als Richter am Landgericht Stuttgart tätig. Es folgte eine dreijährige Abordnung an das Staatsministerium Baden-Württemberg. Danach war er wieder im richterlichen Dienst am Landgericht Stuttgart tätig, woran sich in den Jahren 2001 und 2002 eine Abordnung an den Bundesgerichtshof als wissenschaftlicher Mitarbeiter anschloss. 
Anschließend übernahm Steinbacher im baden-württembergischen Staatsministerium die Leitung des Referates für Personal und Justiz und damit auch die Verantwortung für die Koordination mit dem Justizministerium. Im Jahr 2010 stieg er als Leitender Ministerialrat und später Ministerialdirigent zum Abteilungsleiter für Verkehr im Ministerium für Umwelt, Naturschutz und Verkehr des Landes Baden-Württemberg auf.
Am 3. Juni 2016 wurde Elmar Steinbacher zum Ministerialdirektor sowie Amtschef und damit zum ständigen Vertreter des Ministers unter Minister Guido Wolf (CDU) im Ministerium der Justiz und für Europa Baden-Württemberg ernannt. Seit Mai 2021 hat er dieselbe Aufgabe im Ministerium der Justiz und für Migration unter Ministerin Marion Gentges (CDU) inne.

### Politische Betätigung und Privates
Elmar Steinbacher ist CDU-Mitglied. Zudem ist er katholisch, verheiratet und hat zwei Töchter.
Am 26. Mai 2019 wurde er im Wahlkreis Göppingen in die Regionalversammlung des Verbands Region Stuttgart, wo er Mitglied der CDU/ÖDP-Fraktion und des Verkehrsausschusses wurde, gewählt. Er übernahm den Vorsitz des Dekanatsrates des katholischen Dekanates Göppingen-Geislingen, er betätigt sich im Kirchengemeinderat Heilig Kreuz Bad Boll-Dürnau-Gammelshausen und ist Gesellschaftervertreter der SAB Staufen Arbeits- und Beschäftigungsförderungsgesellschaft Waldeckhof.

## Veröffentlichungen (Auswahl)
- mit Thomas Freymark und Walter Krug: PC-Fallspiel Erbrecht: Programm für Personal Computer. Verlag C. H. Beck, München 1993, ISBN 978-3-406-37734-1.